# Христо Аврамов
 Тази статия е за Ботевия четник и опълченец.  За дееца на МПО вижте Христо Аврамов (МПО).  
Христо Аврамов, известен като Арнаутина, е български революционер, четник в Ботевата чета.

## Биография
Христо Аврамов е роден в град Тетово, тогава в Османската империя, днес в Северна Македония. Включва се в четата на Ботев. Захари Стоянов го отбелязва под № 42 като „един турски арнаутин из Албания“. Аврамов бил низам, но заради жена намушкал своя чауш и избягал в Румъния. В Гюргево разбира, че се събира чета и се записва в нея. Христо Аврамов се спасява с 5-6 момчета, като успява да се добре до Сърбия. От Сърбия заминава за Италия на работа и работи като каменоделец.
При избухването на Руско-турската война в 1877 година се включва в Българското опълчение и се записва в ІV опълченска дружина.
След освобождението работи с италиански инженер по тунелите из Искърския пролом.
Датата на смъртта му не е известна, някъде между 1901 и 1918 г.